# Lozoyuela-Navas-Sieteiglesias
Lozoyuela-Navas-Sieteiglesias est une commune de la communauté de Madrid, en Espagne.